# M2 Competition
M2 Competition es una escudería neozelandesa de automovilismo con base en Nueva Zelanda y Bélgica. La escudería fue fundada en 2010 por Jonathan Moury y Mark Pilcher.

## Historia
Fundada en 2010, M2 Competition comenzó a participar en la Toyota Racing Series en 2010, con Ivan Lukashevich obteniendo la primera victoria del equipo en Manfield. Al año siguiente, el equipo logró su segunda victoria y la primera pole position de Jordan King en Taupo.
En 2013, el equipo vio a su primer campeón coronado con Nick Cassidy reclamando su segundo título consecutivo. Desde entonces, el equipo ha llevado a Lance Stroll, Lando Norris, Robert Shwartzman y Liam Lawson al título de TRS, así como otros pilotos como Earl Bamber, Alex Lynn, Raffaele Marciello, Marcus Armstrong y Richard Verschoor.
En noviembre de 2018, se anunció que M2 se expandiría a Europa compitiendo en la Eurocopa de Fórmula Renault de 2019 con una licencia belga.

## Resultados

### Categorías actuales

#### Toyota Racing Series/Campeonato de Fórmula Regional de Oceanía
| Temporada                                 | Monoplaza            | Piloto                   | Carreras             | Victorias            | Poles                | VR                   | Podios               | Puntos               | Pos.                 |
| Toyota Racing Series                      | Toyota Racing Series | Toyota Racing Series     | Toyota Racing Series | Toyota Racing Series | Toyota Racing Series | Toyota Racing Series | Toyota Racing Series | Toyota Racing Series | Toyota Racing Series |
| ----------------------------------------- | -------------------- | ------------------------ | -------------------- | -------------------- | -------------------- | -------------------- | -------------------- | -------------------- | -------------------- |
| 2011                                      | Tatuus-Toyota        | Ivan Lukashevich         | 12                   | 1                    | 0                    | 0                    | 2                    | 531                  | 7.º                  |
| 2011                                      | Tatuus-Toyota        | Jordan Skinner           | 15                   | 0                    | 0                    | 0                    | 0                    | 410                  | 11.º                 |
| 2011                                      | Tatuus-Toyota        | Kotaro Sakurai           | 12                   | 0                    | 0                    | 0                    | 0                    | 325                  | 14.º                 |
| 2011                                      | Tatuus-Toyota        | Earl Bamber              | 6                    | 0                    | 0                    | 0                    | 0                    | 164                  | 15.º                 |
| 2011                                      | Tatuus-Toyota        | Ken Smith                | 3                    | 0                    | 0                    | 0                    | 0                    | 78                   | 17.º                 |
| 2012                                      | Tatuus-Toyota        | Jordan King              | 15                   | 1                    | 1                    | 0                    | 4                    | 591                  | 5.º                  |
| 2012                                      | Tatuus-Toyota        | Nathanaël Berthon        | 15                   | 0                    | 0                    | 0                    | 0                    | 555                  | 7.º                  |
| 2012                                      | Tatuus-Toyota        | Raffaele Marciello       | 15                   | 1                    | 0                    | 0                    | 2                    | 535                  | 9.º                  |
| 2012                                      | Tatuus-Toyota        | Tanart Sathienthirakul   | 15                   | 0                    | 0                    | 0                    | 0                    | 383                  | 14.º                 |
| 2012                                      | Tatuus-Toyota        | Sheban Siddiqi           | 15                   | 0                    | 0                    | 0                    | 0                    | 212                  | 20.º                 |
| 2013                                      | Tatuus-Toyota        | Nick Cassidy             | 15                   | 1                    | 0                    | 6                    | 10                   | 915                  | 1.º                  |
| 2013                                      | Tatuus-Toyota        | Alex Lynn                | 15                   | 3                    | 3                    | 2                    | 9                    | 803                  | 2.º                  |
| 2013                                      | Tatuus-Toyota        | Steijn Schothorst        | 15                   | 1                    | 0                    | 1                    | 5                    | 754                  | 4.º                  |
| 2013                                      | Tatuus-Toyota        | Dennis Olsen             | 15                   | 0                    | 0                    | 0                    | 0                    | 410                  | 13.º                 |
| 2013                                      | Tatuus-Toyota        | Spike Goddard            | 15                   | 0                    | 0                    | 0                    | 0                    | 262                  | 17.º                 |
| 2013                                      | Tatuus-Toyota        | Ryan Cullen              | 6                    | 0                    | 0                    | 0                    | 0                    | 122                  | 20.º                 |
| 2013                                      | Tatuus-Toyota        | Pieter Schothorst        | 3                    | 0                    | 0                    | 0                    | 0                    | 67                   | 21.º                 |
| 2014                                      | Tatuus-Toyota        | Steijn Schothorst        | 15                   | 2                    | 1                    | 1                    | 5                    | 630                  | 4.º                  |
| 2014                                      | Tatuus-Toyota        | Egor Orudzhev            | 15                   | 3                    | 1                    | 1                    | 8                    | 595                  | 6.º                  |
| 2014                                      | Tatuus-Toyota        | Levin Amweg              | 15                   | 0                    | 0                    | 0                    | 0                    | 409                  | 11.º                 |
| 2014                                      | Tatuus-Toyota        | Gustavo Lima             | 15                   | 0                    | 0                    | 0                    | 0                    | 405                  | 12.º                 |
| 2014                                      | Tatuus-Toyota        | Macauley Jones           | 15                   | 0                    | 0                    | 0                    | 0                    | 340                  | 18.º                 |
| 2014                                      | Tatuus-Toyota        | Pedro Piquet             | 9                    | 0                    | 0                    | 0                    | 0                    | 140                  | 23.º                 |
| 2015                                      | Tatuus-Toyota FT-50  | Lance Stroll             | 15                   | 4                    | 0                    | 1                    | 10                   | 906                  | 1.º                  |
| 2015                                      | Tatuus-Toyota FT-50  | Brandon Maïsano          | 15                   | 5                    | 4                    | 5                    | 8                    | 798                  | 2.º                  |
| 2015                                      | Tatuus-Toyota FT-50  | Arjun Maini              | 15                   | 2                    | 4                    | 2                    | 5                    | 750                  | 4.º                  |
| 2015                                      | Tatuus-Toyota FT-50  | Charlie Eastwood         | 15                   | 0                    | 0                    | 1                    | 2                    | 535                  | 7.º                  |
| 2015                                      | Tatuus-Toyota FT-50  | Mathias Kristensen       | 15                   | 0                    | 0                    | 0                    | 0                    | 502                  | 11.º                 |
| 2015                                      | Tatuus-Toyota FT-50  | Jamie Conroy             | 15                   | 1                    | 0                    | 0                    | 1                    | 446                  | 15.º                 |
| 2016                                      | Tatuus-Toyota FT-50  | Lando Norris             | 15                   | 6                    | 8                    | 5                    | 11                   | 924                  | 1.º                  |
| 2016                                      | Tatuus-Toyota FT-50  | Jehan Daruvala           | 15                   | 3                    | 1                    | 3                    | 6                    | 789                  | 2.º                  |
| 2016                                      | Tatuus-Toyota FT-50  | Pedro Piquet             | 15                   | 2                    | 1                    | 3                    | 7                    | 710                  | 5.º                  |
| 2016                                      | Tatuus-Toyota FT-50  | Guanyu Zhou              | 15                   | 1                    | 0                    | 1                    | 4                    | 685                  | 6.º                  |
| 2016                                      | Tatuus-Toyota FT-50  | Artem Markelov           | 15                   | 0                    | 0                    | 0                    | 5                    | 588                  | 8.º                  |
| 2016                                      | Tatuus-Toyota FT-50  | Kami Laliberté           | 15                   | 0                    | 0                    | 0                    | 0                    | 386                  | 13.º                 |
| 2017                                      | Tatuus-Toyota FT-50  | Pedro Piquet             | 15                   | 3                    | 0                    | 0                    | 8                    | 850                  | 2.º                  |
| 2017                                      | Tatuus-Toyota FT-50  | Marcus Armstrong         | 15                   | 3                    | 1                    | 0                    | 8                    | 792                  | 4.º                  |
| 2017                                      | Tatuus-Toyota FT-50  | Jehan Daruvala           | 15                   | 2                    | 5                    | 2                    | 9                    | 781                  | 5.º                  |
| 2017                                      | Tatuus-Toyota FT-50  | Ferdinand Habsburg       | 15                   | 0                    | 0                    | 0                    | 2                    | 552                  | 8.º                  |
| 2017                                      | Tatuus-Toyota FT-50  | Kami Laliberté           | 15                   | 0                    | 0                    | 0                    | 0                    | 498                  | 10.º                 |
| 2017                                      | Tatuus-Toyota FT-50  | Jean Baptiste Simmenauer | 15                   | 0                    | 0                    | 0                    | 0                    | 248                  | 19.º                 |
| 2018                                      | Tatuus-Toyota FT-50  | Robert Shwartzman        | 15                   | 1                    | 3                    | 2                    | 9                    | 916                  | 1.º                  |
| 2018                                      | Tatuus-Toyota FT-50  | Richard Verschoor        | 15                   | 6                    | 4                    | 4                    | 12                   | 911                  | 2.º                  |
| 2018                                      | Tatuus-Toyota FT-50  | Marcus Armstrong         | 15                   | 2                    | 1                    | 1                    | 10                   | 901                  | 3.º                  |
| 2018                                      | Tatuus-Toyota FT-50  | Juan Manuel Correa       | 15                   | 2                    | 1                    | 2                    | 3                    | 756                  | 4.º                  |
| 2018                                      | Tatuus-Toyota FT-50  | James Pull               | 15                   | 0                    | 0                    | 0                    | 3                    | 692                  | 6.º                  |
| 2019                                      | Tatuus-Toyota FT-50  | Marcus Armstrong         | 15                   | 5                    | 2                    | 5                    | 10                   | 346                  | 2.º                  |
| 2019                                      | Tatuus-Toyota FT-50  | Liam Lawson              | 15                   | 5                    | 4                    | 5                    | 11                   | 356                  | 1.º                  |
| 2019                                      | Tatuus-Toyota FT-50  | Artem Petrov             | 15                   | 1                    | 0                    | 1                    | 3                    | 181                  | 9.º                  |
| 2019                                      | Tatuus-Toyota FT-50  | Lucas Auer               | 15                   | 1                    | 3                    | 1                    | 7                    | 270                  | 3.º                  |
| 2019                                      | Tatuus-Toyota FT-50  | Cameron Das              | 15                   | 1                    | 0                    | 2                    | 2                    | 205                  | 7.º                  |
| 2019                                      | Tatuus-Toyota FT-50  | Esteban Muth             | 15                   | 1                    | 0                    | 0                    | 3                    | 263                  | 5.º                  |
| 2020                                      | Tatuus-Toyota FT-60  | Liam Lawson              | 15                   | 5                    | 3                    | 7                    | 10                   | 356                  | 2.º                  |
| 2020                                      | Tatuus-Toyota FT-60  | Ido Cohen                | 15                   | 0                    | 0                    | 0                    | 0                    | 164                  | 9.º                  |
| 2020                                      | Tatuus-Toyota FT-60  | Igor Fraga               | 15                   | 4                    | 3                    | 3                    | 9                    | 362                  | 1.º                  |
| 2020                                      | Tatuus-Toyota FT-60  | Émilien Denner           | 13                   | 1                    | 0                    | 0                    | 1                    | 72                   | 15.º                 |
| 2020                                      | Tatuus-Toyota FT-60  | Yuki Tsunoda             | 15                   | 1                    | 0                    | 0                    | 3                    | 257                  | 4.º                  |
| 2020                                      | Tatuus-Toyota FT-60  | Rui Andrade              | 15                   | 0                    | 0                    | 0                    | 0                    | 70                   | 16.º                 |
| 2021                                      | Tatuus-Toyota FT-60  | Matthew Payne            | 9                    | 5                    | 6                    | 5                    | 9                    | 287                  | 1.º                  |
| 2021                                      | Tatuus-Toyota FT-60  | Kaleb Ngatoa             | 9                    | 0                    | 1                    | 0                    | 3                    | 229                  | 2.º                  |
| 2021                                      | Tatuus-Toyota FT-60  | Billy Frazer             | 9                    | 1                    | 0                    | 0                    | 3                    | 201                  | 3.º                  |
| 2021                                      | Tatuus-Toyota FT-60  | Chris Vlok               | 9                    | 0                    | 0                    | 0                    | 0                    | 149                  | 6.º                  |
| 2021                                      | Tatuus-Toyota FT-60  | Shane van Gisbergen      | 3                    | 3                    | 1                    | 3                    | 3                    | 105                  | 7.º                  |
| 2021                                      | Tatuus-Toyota FT-60  | Josh Bethune             | 3                    | 0                    | 0                    | 0                    | 0                    | 23                   | 14.º                 |
| Campeonato de Fórmula Regional de Oceanía |                      |                          |                      |                      |                      |                      |                      |                      |                      |
| 2023                                      | Tatuus-Toyota FT-60  | Charlie Wurz             |                      |                      |                      |                      |                      |                      |                      |
| 2023                                      | Tatuus-Toyota FT-60  | Callum Hedge             |                      |                      |                      |                      |                      |                      |                      |
| 2023                                      | Tatuus-Toyota FT-60  | Liam Sceats              |                      |                      |                      |                      |                      |                      |                      |
| 2023                                      | Tatuus-Toyota FT-60  | David Morales            |                      |                      |                      |                      |                      |                      |                      |
| 2023                                      | Tatuus-Toyota FT-60  | Ryder Quinn              |                      |                      |                      |                      |                      |                      |                      |

### Categorías anteriores

#### Eurocopa de Fórmula Renault
| Temporada | Monoplaza            | Piloto           | Carreras | Victorias | Poles | VR | Podios | Puntos | Pos. | Pos. |
| --------- | -------------------- | ---------------- | -------- | --------- | ----- | -- | ------ | ------ | ---- | ---- |
| 2019      | Tatuus-Renault T-318 | Kush Maini       | 14       | 0         | 0     | 0  | 1      | 74     | 6.º  | 5.º  |
| 2019      | Tatuus-Renault T-318 | Yves Baltas      | 6        | 0         | 0     | 0  | 0      | 3      | 19.º | 5.º  |
| 2019      | Tatuus-Renault T-318 | Esteban Muth     | 2        | 0         | 0     | 0  | 0      | 0      | 25.º | 5.º  |
| 2019      | Tatuus-Renault T-318 | Lucas Alecco Roy | 8        | 0         | 0     | 0  | 0      | 2      | 20.º | 5.º  |
| 2019      | Tatuus-Renault T-318 | Callan O'Keeffe  | 2        | 0         | 0     | 0  | 0      | 1      | 17.º | 5.º  |
| 2019      | Tatuus-Renault T-318 | Patrick Schott   | 4        | 0         | 0     | 0  | 0      | 0      | 22.º | 5.º  |
| 2020      | Tatuus-Renault T-318 | Michael Belov    | 10       | 0         | 0     | 0  | 0      | 40     | 13.º | 8.º  |

#### Campeonato de España de F4
| Temporada | Monoplaza      | Piloto         | Carreras | Victorias | Poles | VR | Podios | Puntos | Pos. | Pos. |
| --------- | -------------- | -------------- | -------- | --------- | ----- | -- | ------ | ------ | ---- | ---- |
| 2020      | Tatuus F4-T014 | Émilien Denner | 3        | 0         | 0     | 0  | 0      | 0      | 28.º | NC   |

## Línea de tiempo
| Categorías actuales                                            | Categorías actuales |
| -------------------------------------------------------------- | ------------------- |
| Toyota Racing Series/Campeonato de Fórmula Regional de Oceanía | 2011-2021, 2023-    |
| Categorías pasadas                                             |                     |
| Campeonato Toyota 86                                           | 2017-2020           |
| Campeonato Británico de GT                                     | 2019                |
| Eurocopa de Fórmula Renault                                    | 2019-2020           |
| Campeonato de España de F4                                     | 2020                |